# Sonic R
Sonic R est un jeu vidéo de course sorti en 1997 sur Saturn et PC. Il est le premier jeu de la série Sonic à utiliser la 3D. Ce jeu a été créé pour concurrencer la série Mario Kart à une époque où la rivalité entre Mario de Nintendo et Sonic de Sega était rude. La musique du jeu a été composée pour l'occasion par Richard Jacques.
Le jeu est intégré à la compilation Sonic Gems Collection sortie sur PlayStation 2 et GameCube.

## Histoire
Alors que Sonic prend ses vacances, Tails lui parle d'un championnat dont le prix du vainqueur sont les Chaos Emeralds. Sonic refuse, s'estimant trop rapide pour ses concurrents. Tails lui explique que Robotnik y participe, et Sonic s'inscrit alors dans la foulée. Knuckles, son rival décide d'y participer aussi. Par amour pour Sonic, Amy participe également. Tails s'inscrit aussi.

## Personnages
Sonic R propose plusieurs personnages de l'univers de Sonic, mais aussi deux nouveaux personnages.

### Personnages de base
- Sonic : rapide à la course.
- Tails : peut voler.
- Knuckles : peut planer.
- Amy Rose : sa voiture est amphibie.

### Personnages à débloquer
- Dr. Eggman : Terminez premier dans toutes les courses du mode "Grand Prix".
- Metal Sonic : il faut trouver les 5 médaillons Sonic et terminer dans les 3 premiers à Resort Island.
- Tails Doll : il faut trouver les 5 médaillons Sonic tout en terminant dans les 3 premiers à Radical City.
- Eggrobo : il faut trouver les 5 médaillons Sonic et terminer dans les 3 premiers dans Regal Ruin.
- Metal Knuckles : il faut trouver les 5 médaillons Sonic et terminer dans les 3 premiers à Reactive Factory.
- Super Sonic : il faut avoir trouvé les 7 Chaos Emeralds.

## Capacités
- Sonic : il est très rapide et cela peut donner de grand dérapages, il a par contre la possibilité de faire un double saut.
- Tails : il a une vitesse moyenne mais peut accélérer grâce à ses queues, qu'il peut aussi utiliser pour voler temporairement.
- Knuckles : il est équilibré. Sa vitesse est normale et il peut planer, il descend plus doucement que Tails.
- Amy : sa voiture est plutôt lente mais elle peut accélérer pendant un court moment. Elle peut aussi glisser sur l'eau, ce qui augmente la vitesse. Elle a le meilleur contrôle du jeu.
- Dr. Eggman : Son vaisseau n'est pas très rapide mais lui permet de passer au-dessus de l'eau et de lancer des missiles.
- Metal Sonic : il est plus rapide que Sonic, son unique saut est plus efficace que celui de Sonic et ses propulseurs lui permettent de voyager sur l'eau un court moment. c'est le personnage sautant le plus haut.
- Tails Doll : il est plus ou moins lent mais sa lévitation lui permet de passer sans problème au-dessus de l'eau et de voler plus longtemps que Tails. Il a le pire contrôle du jeu et est le personnage sautant le moins haut.
- Metal Knuckles : il est très rapide (Sa vitesse est presque égale à celle de Super Sonic), peut planer et, avec ses propulseurs, peut voyager au-dessus de l'eau un court moment. Il possède la meilleure accélération du jeu, surpassant même celle de Super Sonic.
- Eggrobo : un peu lent mais peut voyager au-dessus de l'eau un court moment et lancer des missiles.
- Super Sonic : il peut faire tout ce qu'il fait en tant que Sonic, ainsi que planer pour pouvoir voyager dans l'eau, c'est le plus rapide. Il a la 2e meilleure accélération du jeu, la meilleure étant celle de Metal Knuckles.

## Circuits
Sonic R propose 5 circuits entièrement en 3D, chacun possédant une ou deux émeraudes du chaos et cinq jetons Sonic (à l'exception du dernier).

### Circuit de base
- Resort Island (Ile du Repos)
- Radical City (Qui inspirera Radical Highway de Sonic Adventure 2)
- Regal Ruin
- Reactive Factory

### Circuit à débloquer
- Radiant Emerald

## Développement
Alors que Sonic X-treme est en chantier, Sega fait appel à Traveller's Tales pour développer un jeu de course dans l'univers de Sonic. Sachant qu'un moteur 3D pour un jeu de formule 1 était en plein développement, il a été décidé de garder ce dernier pour développer Sonic R (d'abord appelé Sonic TT pour Tourist Trophy). Afin de coller avec l'univers de Sonic (qui apparaissait habituellement dans les jeux de plate-forme), le développement s'est orienté vers des cartes comprenant moult passages secrets.
L'équipe de développement a tenu à ce que le jeu ait une cadence de 30 images par seconde. Sonic R utilise aussi 12 niveaux de transparence, afin de simuler l'apparition progressive des décors.
Une version sur Tiger Electronics a aussi vu le jour en 1998.

## Musique
La bande originale de Sonic R a été composée par Richard Jacques, qui avait déjà participé à la soundtrack de Sonic 3D: Flickies' Island dans sa version Saturn. La première chanson à avoir été composée, Super Sonic Racing a été utilisée pour la présentation du jeu, lors de l'E3 1997. L'interprète de cette première musique est TJ Davis, une chanteuse britannique. À la suite de l'écoute de cette musique, Yuji Naka a demandé que TJ Davis donne sa voix pour les autres pistes constituant la bande originale,.
Un CD comprenant la bande originale a été commercialisé le 21 janvier 1998.

## Critique
Dans l'épisode "De la 2D à la 3D" de l'émission humoristique Joueur du Grenier, le Joueur du Grenier décrit ce jeu comme un "Mario Kart sans le fun" et critique fortement la maniabilité du gameplay. Cette critique est toutefois à titre humoristique, il est important de noter que la manette de Saturn possède des gâchettes permettant de déraper dans le jeu, ce qui a été ignoré dans cette critique. 